# Saint-Martin-de-Fraigneau
Saint-Martin-de-Fraigneau és un municipi francès situat al departament de Vendée i a la regió de País del Loira. L'any 2007 tenia 832 habitants.

## Demografia

### Població
El 2007 la població de fet de Saint-Martin-de-Fraigneau era de 832 persones. Hi havia 301 famílies de les quals 48 eren unipersonals (16 homes vivint sols i 32 dones vivint soles), 92 parelles sense fills, 145 parelles amb fills i 16 famílies monoparentals amb fills.
La població ha evolucionat segons el següent gràfic:
Habitants censats

### Habitatges
El 2007 hi havia 320 habitatges, 297 eren l'habitatge principal de la família, 8 eren segones residències i 15 estaven desocupats. 313 eren cases i 6 eren apartaments. Dels 297 habitatges principals, 241 estaven ocupats pels seus propietaris, 48 estaven llogats i ocupats pels llogaters i 8 estaven cedits a títol gratuït; 4 tenien dues cambres, 24 en tenien tres, 75 en tenien quatre i 194 en tenien cinc o més. 252 habitatges disposaven pel capbaix d'una plaça de pàrquing. A 99 habitatges hi havia un automòbil i a 190 n'hi havia dos o més.

### Piràmide de població
La piràmide de població per edats i sexe el 2009 era:
| Homes | Edats   | Dones |
| ----- | ------- | ----- |
| 0     | 95 o +  | 0     |
| 0     | 90 a 94 | 0     |
| 4     | 85 a 89 | 0     |
| 0     | 80 a 84 | 4     |
| 8     | 75 a 79 | 12    |
| 12    | 70 a 74 | 12    |
| 4     | 65 a 69 | 12    |
| 20    | 60 a 64 | 12    |
| 16    | 55 a 59 | 16    |
| 20    | 50 a 54 | 28    |
| 40    | 45 a 49 | 20    |
| 40    | 40 a 44 | 48    |
| 40    | 35 a 39 | 48    |
| 28    | 30 a 34 | 12    |
| 12    | 25 a 29 | 12    |
| 32    | 20 a 24 | 28    |
| 36    | 15 a 19 | 40    |
| 48    | 10 a 14 | 60    |
| 28    | 5 a 9   | 16    |
| 16    | 0 a 4   | 0     |

## Economia
El 2007 la població en edat de treballar era de 563 persones, 433 eren actives i 130 eren inactives. De les 433 persones actives 407 estaven ocupades (226 homes i 181 dones) i 26 estaven aturades (8 homes i 18 dones). De les 130 persones inactives 45 estaven jubilades, 61 estaven estudiant i 24 estaven classificades com a «altres inactius».

### Ingressos
El 2009 a Saint-Martin-de-Fraigneau hi havia 308 unitats fiscals que integraven 846,5 persones, la mediana anual d'ingressos fiscals per persona era de 16.920 €.

### Activitats econòmiques
Dels 31 establiments que hi havia el 2007, 2 eren d'empreses alimentàries, 1 d'una empresa de fabricació d'elements pel transport, 4 d'empreses de fabricació d'altres productes industrials, 9 d'empreses de construcció, 5 d'empreses de comerç i reparació d'automòbils, 2 d'empreses de transport, 2 d'empreses d'hostatgeria i restauració, 2 d'empreses immobiliàries, 3 d'empreses de serveis i 1 d'una empresa classificada com a «altres activitats de serveis».
Dels 9 establiments de servei als particulars que hi havia el 2009, 1 era un taller de reparació d'automòbils i de material agrícola, 1 paleta, 1 guixaire pintor, 1 fusteria, 1 lampisteria, 1 electricista, 2 empreses de construcció i 1 restaurant.
Dels 3 establiments comercials que hi havia el 2009, 2 eren fleques i 1 una floristeria.
L'any 2000 a Saint-Martin-de-Fraigneau hi havia 21 explotacions agrícoles que ocupaven un total de 994 hectàrees.

## Equipaments sanitaris i escolars
El 2009 hi havia una escola elemental.

## Poblacions properes
El següent diagrama mostra les poblacions més properes.